# エマニュエル＝フランソワ＝ジョゼフ・ド・バヴィエール
エマニュエル＝フランソワ＝ジョゼフ・ド・バヴィエール（フランス語: Emmanuel-François-Joseph Comte de Bavière, Marquis de Villacerf, 1695年5月17日 - 1747年7月2日）は、ルイ15世治世下のフランスの貴族、高級軍人。バヴィエール伯爵、ヴィラセルフ侯爵。「シュヴァリエ・ド・バヴィエール（Chevalier de Bavière）」と通称された。

## 生涯
バイエルン選帝侯マックス・エマヌエルとその愛妾のアニェス・ル・ルシエの私生児として生まれた。父選帝侯は1695年11月20日に彼を「バイエルン騎士（Eques Bavariae）」に叙して認知した。
スペイン継承戦争中の1706年から1715年まで、北フランスに避難していた父の亡命宮廷に招き寄せられ、嫡出子同様の扱いを受けて教育された。マルタ島、フィレンツェ、ローマへのグランドツアーに赴いている。エマニュエルはバヴィエール伯爵（Comte de Bavière）に昇叙され、父の所領の1つハーク伯領の国庫から拠出される40万リーヴルの巨額の扶持を与えられた。
また、スペイン継承戦争中の1707年2月、父からフランスの陸軍大佐（Mestre de camp）の職を譲られた。1709年、第94歩兵連隊（王立バイエルン歩兵連隊；Régiment d'infanterie de Royal Bavière）の連隊長に任命された。1719年、旅団長（Brigadier des armes）に昇進する。フランス王室により聖ヨハネ騎士団の騎士に叙任された他、1723年にはスペイン王室からグランデの待遇を授けられた。
1725年4月4日付の遺言の中で、父選帝侯はエマニュエルにバイエルン公国貴族としての紋章、そしてフランスへの帰化の承認を与えた。帰化措置は息子のフランス宮廷における地位をより強めることを目的としていた。エマニュエルは年額1万グルデンの家賃を払ってオルレアン公爵家からサン＝クルー城を借り受けて住まいとした。
1740年、オーストリア継承戦争が勃発すると、外交官テーオドル・シャヴィニャール・ド・シャヴィニーとともにフランス代表使節として、神聖ローマ皇帝となった異母兄カール・アルブレヒトのミュンヘン宮廷に赴いた。1742年には、カール・アルブレヒト皇帝により占領地のプラハ総督に任命された。1743年から1745年まで、フランス大使としてウィーンのマリア・テレジア皇后の宮廷に赴いた。1745年よりペロンヌ、ロワ、モンディディエの知事に任命された。
1747年7月2日、ラウフフェルトの戦いに従軍中、大砲の砲弾に被弾して戦死した。
私生活では、ごく若い1710年頃にコンデ公ルイ・アンリの妹シャロレー姫ルイーズ＝アンヌ・ド・ブルボンと恋人関係にあった。1725年、マリー＝ルイーズ＝ロザリー・フェリポー（Marie-Louise-Rosalie Phélypeaux, 1714年 - 1734年）と最初の結婚をするが、死別する。1736年、エマニュエルは異母兄の選帝侯カール・アルブレヒトとその愛妾マリア・カロリーネ・シャルロッテ・フォン・インゲンハイムの間の娘マリア・ヨーゼファ・カロリーネ・フォン・ホーエンフェルス伯爵夫人（Maria Josepha Caroline Gräfin von Hochenfels, 1720年 - 1797年）と再婚した。姪にあたる後妻との間には娘を1人もうけた。
- マリー・アメリー・カロリーヌ・ジョゼフ・フランソワーズ・グザヴィエール・ド・バヴィエール（1744年 - 1820年） - バヴィエール女伯、ホーエンフェルス女伯、ヴィラセルフ女侯爵。1761年、オートフォール城（ドイツ語版）の城主アルマン・ドートフォール侯爵と結婚したが離婚、子女なし